# Un œil indiscret
Un œil indiscret (Olhar Indiscreto) est une série télévisée brésilienne du genre thriller érotique en dix épisodes d'environ 39 minutes créée par Marcela Citterio, produite en partenariat avec Mixer Films et mise en ligne le 1er janvier 2023 sur Netflix,.

## Synopsis
Le moment le plus excitant de la journée de Miranda est l'espionnage de ses voisins. Mais lorsqu'une petite faveur se transforme en un dangereux secret, tout commence à s'effondrer…

## Distribution
- Débora Nascimento (VFB : Sophie Frison) : Miranda
- Emanuelle Araújo (pt) (VFB : Nancy Philippot) : Cléo
- Nikolas Antunes (pt) (VFB : Maxime Van Santfoort) : Fernando
- Ângelo Rodrigues (pt) (VFB : Sébastien Hébrant) : Heitor
- Débora Duarte : Dona Esther
- Tânia Alves (VFB : Nathalie Hons) : Vitória
- Sacha Bali (pt) (VFB : Olivier Prémel) : Rafael
- Tóia Ferraz (VFB : Valérie Muzzi) : Helena
- Tyler Shamy : Teddy Polhemus
- Renata Guida : Zoe Braun
- Gabriela Moreyra (pt) (VFB : Claire Tefnin) : Diana
- Duda Pimenta : Luisa
- Enzo Krieger : Vinícius
- Mafê Mossini : Gabriela

## Épisodes
1. L'Année où j'ai vécu deux vies (O ano que vivi duas vidas)
2. Réactions en chaîne (Toda ação tem uma reação)
3. Fragmentée (Fragmentada)
4. Un mensonge parfait (A mentira perfeita)
5. Crime et châtiment (Crime e castigo)
6. Les Ombres du passé (Sombras do passado)
7. Elle est parmi nous (Ela está entre nó)
8. Une douleur torride (O fundo do poço é o lugar mais quente)
9. Adjugé, vendu ! (Dou-lhe uma, dou-lhe duas… Dou-lhe tudo!)
10. L'Avenir en soi (O passado lá fora, o futuro aqui dentro)